# 体験学習
体験学習（たいけんがくしゅう）とは、実際的な活動体験を通して学ぶことを狙った学習形態。社会心理学者クルト・レヴィンに始まる、集団の相互作用を学習者自身が体験して学ぶTグループ（感受性訓練、ラボラトリー・トレーニング）というヒューマンスキル開発の訓練法が元になっている。

## 教育用語としての「体験学習」
デューイの提唱する「経験主義」に基づく考え方によれば、被学習者に対し、実際的な活動を通して学習効果を狙った学習形態である。また、今日の日本では、経験主義学習より狭義に捉え、座学に対する実体験の学習という意味合いで、いわゆる詰め込み教育への批判として語られ、あるいは実施されるのが一般的である。
学習指導要領で定義される体験活動は、豊かな人間形成（自己形成）にとって重要であるという立場に立って定義されており、総合的な学習の時間ばかりではなく、各教科においても多く取り上げるよう指示されている。
また、企業内教育や数々のセミナーなどにおいても、グループワークなど実際に学習者が何を感じ行動したかという体験をさせることも重視されている。

## 体験学習の類型
体験の種類により、以下のタイプがありうる。

### 生活体験学習
生活体験学習は、ボランティア体験や自然体験、職場体験など様々な実際の生活体験に立脚した学習活動。学習者の日常生活における様々な価値に触れ、そこで感じ、考え、行動する事でそれに付随する困難や喜びを通して学習させる事を狙う。
特定の場所に学習者を置くことが第一条件になり、体験そのものを行ったことのみで目標を達成できたと捉える例も多いが、学習成果を定着させるためには振り返り学習など経験への昇華や活動に対する評価活動も必要である。

### 計画的体験学習
計画的体験学習は、各教科の学習および特別活動において、それぞれの学習の目的や内容の特質に応じて計画した様々な体験活動を通して行われる学習活動。
理科の実験、観察、社会科の見学、技能系教科の実習、生徒会活動や学校行事、部活動などがこれにあたる。あらかじめ教科の学習内容に組み入れられた体験であり、これらは計画的体験活動というべきものである。

### 追体験的体験学習
追体験的体験学習は、実際に体験したことを思い出しながら、自らのあり方や生き方を見つめる学習。
これを計画的に行うのが道徳の時間である。つまり、相手を了解するために、想像力によって相手の中に自己移入し、相手の体験の後をたどることで精神的に体験する学習形態で、モデリングや読書活動などもこれに相当する。

## ねらいと効果
体験学習のねらいは、体験を通じて学習者が自ら何を気づくかということにある。したがって、必ず正解があるということではなく、その体験の過程のなかで、何に気づき、感じそして行動し、自他を理解して自分自身の変容を促すことを目指す。
つまりは、直接的なふれ合いによって、学習者の内面に心の動きや自分と他の人との関わり、そして学習に対する興味関心を感じ取ることに大きな効果が期待できるともいわれている。
ただ、それは学習者が好き勝手に興味関心のあることに取り組めばいいということではない。体験学習は学習内容とのふれ合いを深めると同時に、人間的なふれ合いができる絶好の機会である事をふまえ、確かなねらいをもって行うことが必要であると主張されている。

## 教育課程上の留意点
体験学習は一連の教育課程として捉えるべき学習活動であり、単発の活動で終わるべきものではないと指摘する関係者は多い。それゆえに、担当する教職員の広い視野に立った教育課程編成力や教材開発の力量が問われるとされる。また、実体験を伴う学習活動は、教職員や学校のみならず、関係機関・保護者・地域住民や企業等も含めた理解と協力体制が不可欠であり、長いスパンでの取り組みが求められることは各学校の実践からも指摘されている事である。

## 社会福祉士国家試験受験資格のための「体験学習」
社会福祉士の養成機関では、「社会福祉援助技術実習」(指定科目上は、「相談援助実習」)を行う前に、実務経験のないものを中心に、「体験学習」として、3日間ほどの現場体験を課している場合がある。これは、実際の4年次に行われる実習先の確保という側面と、実習本番へ行く前のレディネスを図るという意味合いを有するものとされている。
「体験」ではあるが、「実習の一部」と捉えられるケースもあり、体験学習先によっては、有償で行うケースもある（「実習」そのものは、教育機関から実習費が徴収される）。

## 註釈
1. ↑  企業と人材記事　シリーズ「成功する体験学習の進め方」第２回目「体験学習の歴史とその背景」 ヴィーナスアソシエイション
2. ↑  教育機関によっては、体験学習先の委託費や謝礼金の要求の有無にかかわらず、最初から体験学習自体にも費用を徴収するケースも存在する。